# Château de Castro Laboreiro
Le château de Castro Laboreiro, également appelé château de Castro Laboredo, est situé dans le village et la paroisse de Castro Laboreiro, municipalité de Melgaço, district de Viana do Castelo, au Portugal.
En position dominante au sommet d'une colline, dans une terre à l'accès difficile entre les bassins de la Minho et la Lima, il est intégré dans le parc national de Peneda-Gerês.

## Historique

### Contexte
La région est habitée depuis la Préhistoire, comme en témoignent les monuments mégalithiques abondants sur le plateau au nord-est de Castro Laboreiro.
Bien qu'il n'y ait pas d'informations historiques abondantes, l'occupation de ce site semble être liée au tracé des différentes voies romaines qui avaient ici des ponts pour traverser les rivières de la région (Ribeiro de Barreiro, Rio Laboreiro, Rio Cainheiras, Rio do Porto Seco et autres).
Lors de la reconquête chrétienne de la péninsule ibérique, Alphonse III (848-910) a fait don du domaine de Castro Laboreiro, dans la première moitié du Xe siècle, au comte D. Hermenegildo, grand-père de São Rosendo, parce qu'il avait vaincu Vitiza, un chef local qui s'était révolté. Sous le règne du comte, le fort existant (qui lui a donné son nom) aurait été adapté en château, revenant plus tard à la domination musulmane.

### Le château médiéval
En 1141, Alphonse Ier (1112-1185) conquiert le village de Castro Laboreiro, et fait renforcer sa défense (1145), qui devint une partie intégrante de la frontière du Portugal. Bien que les détails de cette défense soient inconnus, elle aurait été conclue, d'après l'inscription épigraphique, sous le règne de Sanche Ier (1185-1211). Au début du règne d'Alphonse III, le château a été gravement endommagé par l'invasion des troupes du royaume de León (1212).
Siège du village et de la municipalité entre 1271 et 1855, Castro Laboreiro a appartenu au comté de Barcelos jusqu'en 1834, ainsi que patrimoine de l'ordre du Christ depuis 1319. Sous le règne de Denis Ier (1279-1325), vers 1290, ses défenses sont reconstruites, et prennent leur aspect actuel. À cette époque, les maires de Castro Laboreiro et Melgaço étaient unies, avec à leur tête la famille Gomes de Abreu, de Merufe. Par la suite, sous le règne de Ferdinand Ier (1367-1383), le souverain fit don de cette municipalité à Estevão Anes Marinho.
Au XIVe siècle, après la conquête de Melgaço, Jean Ier (1385-1433) a utilisé Castro Laboreiro comme base pour arrêter les incursions des forces castillanes de Galice.
Le maire Martim de Castro a été démis de ses fonctions à la suite des plaintes des villageois (1441).
Au début du XVIe siècle, le château est représenté par Duarte de Armas, dans son Livre des Forteresses (vers 1509), avec les murs renforcés par cinq tours quadrangulaires. Au centre, le donjon, également de forme carrée, précédé d'une autre construction, avec la citerne au nord et isolé, à un niveau inférieur, le village.

### De la guerre de Restauration à nos jours
Pendant la guerre de Restauration de l'indépendance portugaise, Baltazar Pantoja a conquis le château par surprise, après quatre heures de bataille (mai 1666). Ayant installé comme gouverneur de la Praça D. Pedro Esteves Ricarte, il se rendit au 3e comte du Prado, D. Francisco de Sousa.
Désaffecté à partir de 1715, entre 1766 et 1778, il fut utilisé par le comte de Bobadela, gouverneur des armées de la province, pour rassembler les hommes et les femmes qui refusaient de présenter leurs enfants au service militaire. Environ 400 personnes ont subi cette détention au cours de cette période.
Dans le contexte des guerres napoléoniennes dans la Péninsule, il était habité par des troupes (1801). Avec la paix, il fut de nouveau désaffecté, commençant son processus d'abandon et de ruine.
Au XXe siècle, il est classé monument national par décret publié le 27 mars 1944. Par la suite, dans les années 1970, des fouilles archéologiques ont été effectuées, et ont révélé des traces d'occupation du haut Moyen Âge. Enfin, entre 1979 et 1981, il y a eu une petite intervention pour nettoyer et consolider le monument.

## Caractéristiques
Érigé au sommet d'une colline, à 1 033 mètres d'altitude, il a un plan approximativement ovale, adapté au terrain, orienté par un axe nord-sud.
D'architecture romane, il présente des motifs gothiques exprimés par l'intégration de petites tourelles dans les murs du mur de l'alcáçova. L'ensemble comprend deux centres :
- au nord, sur un plan plus élevé, le centre militaire intégré par le donjon au centre de la place d'armes et de la citerne. Il y a deux portes : la principale à l'est, appelée Porta do Sol (porte du Soleil); au nord, la Porta da Traição (porte de la Trahison), également connue sous le nom de Porta do Sapo (porte du Crapaud).
- au sud, dans un niveau inférieur, une enceinte secondaire, délimitée par des murailles orientées est-ouest. Sa fonction première était d'accueillir le bétail et les biens en cas de menace, ce qui, selon les chercheurs, est unique dans le pays et dénote l'importance de l'activité d'élevage dans la région.

## Galerie

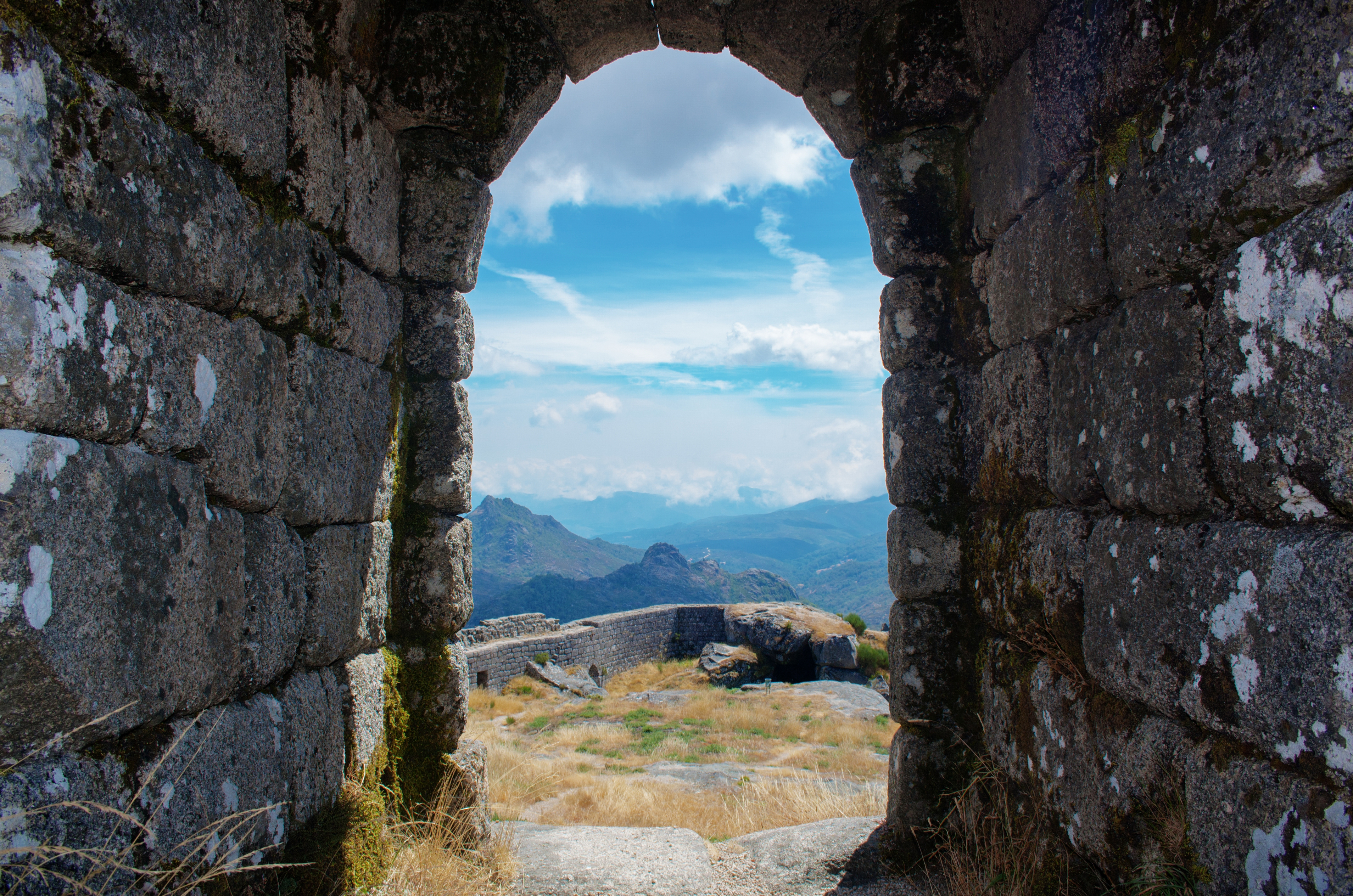
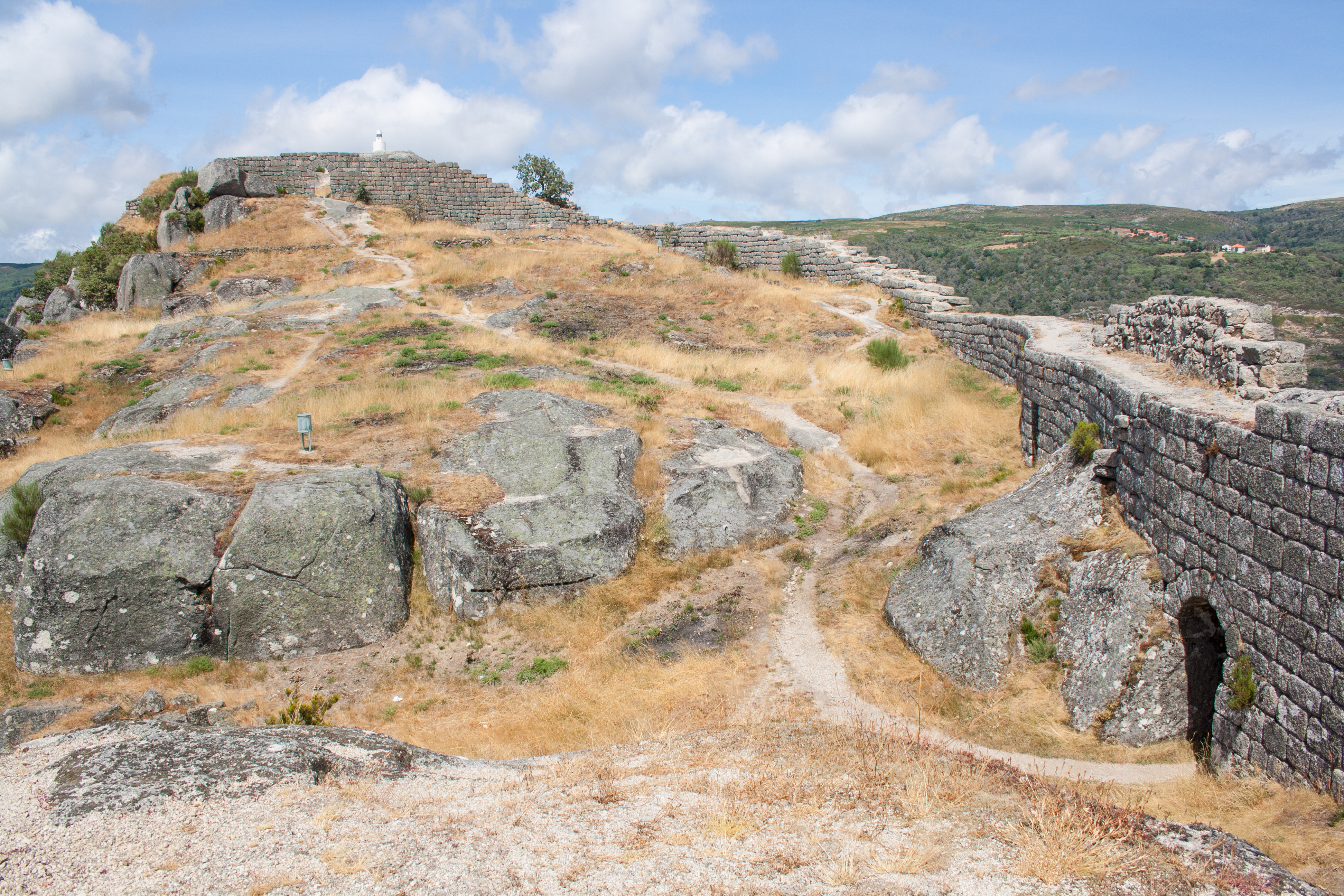
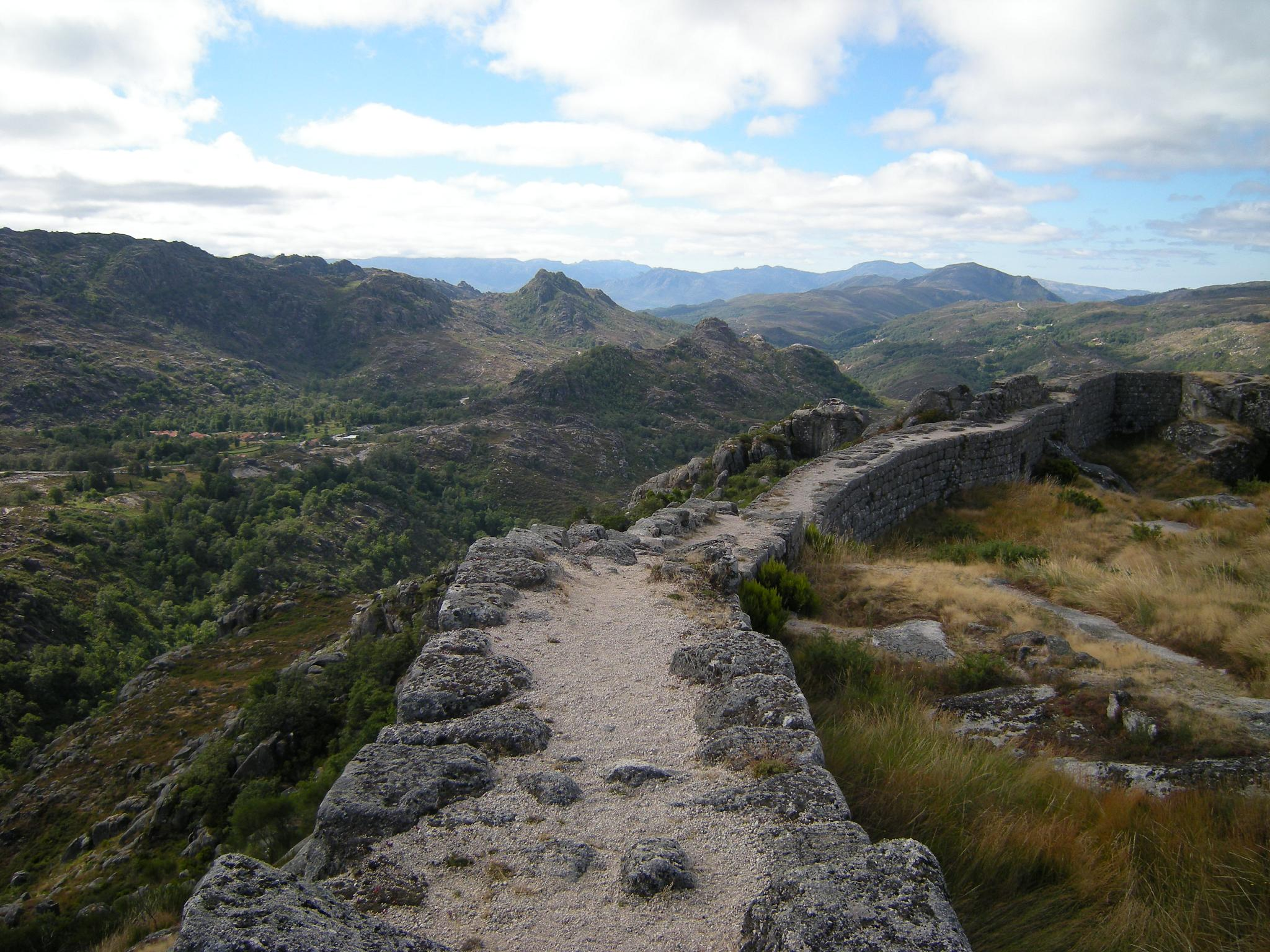
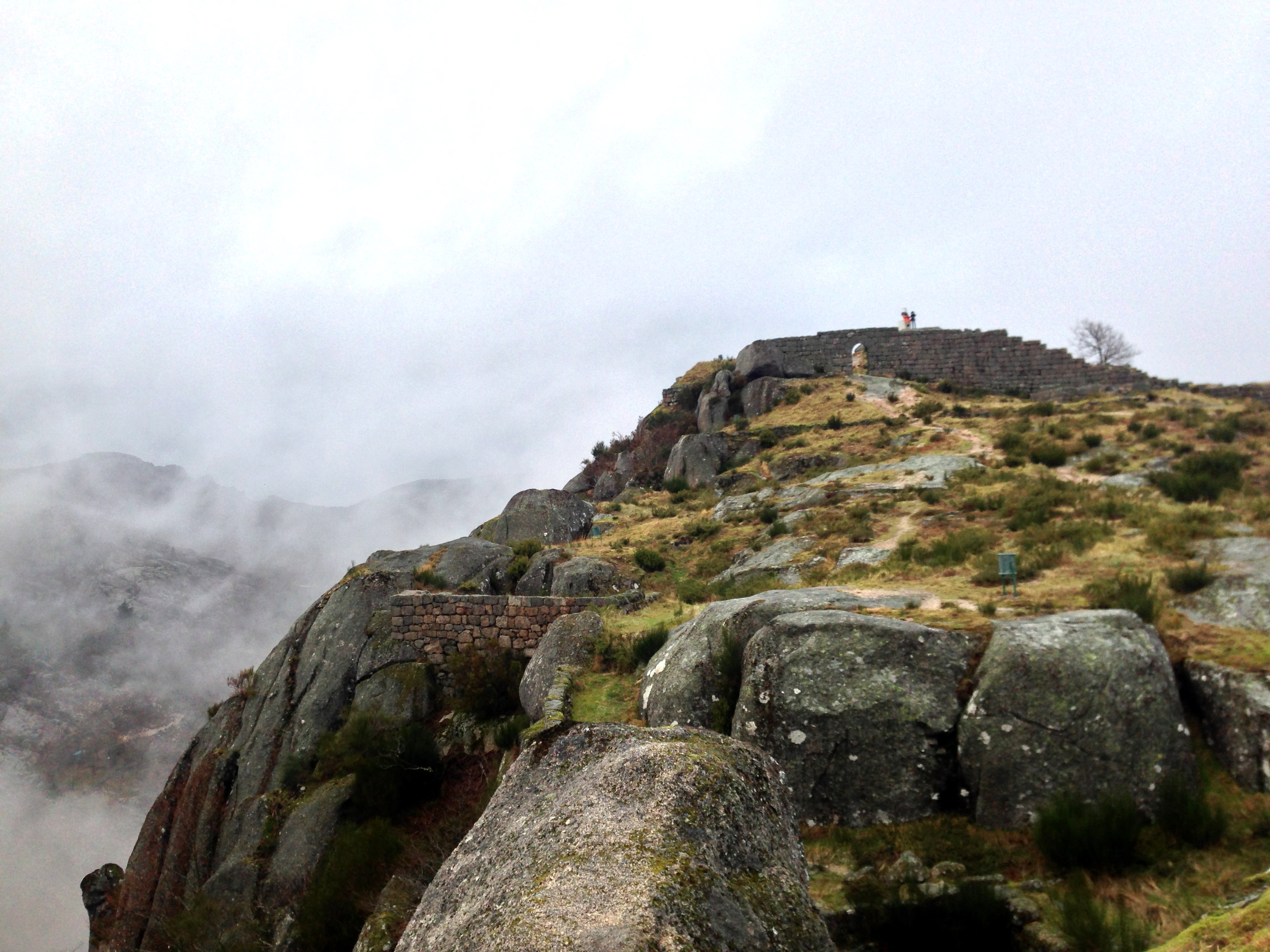
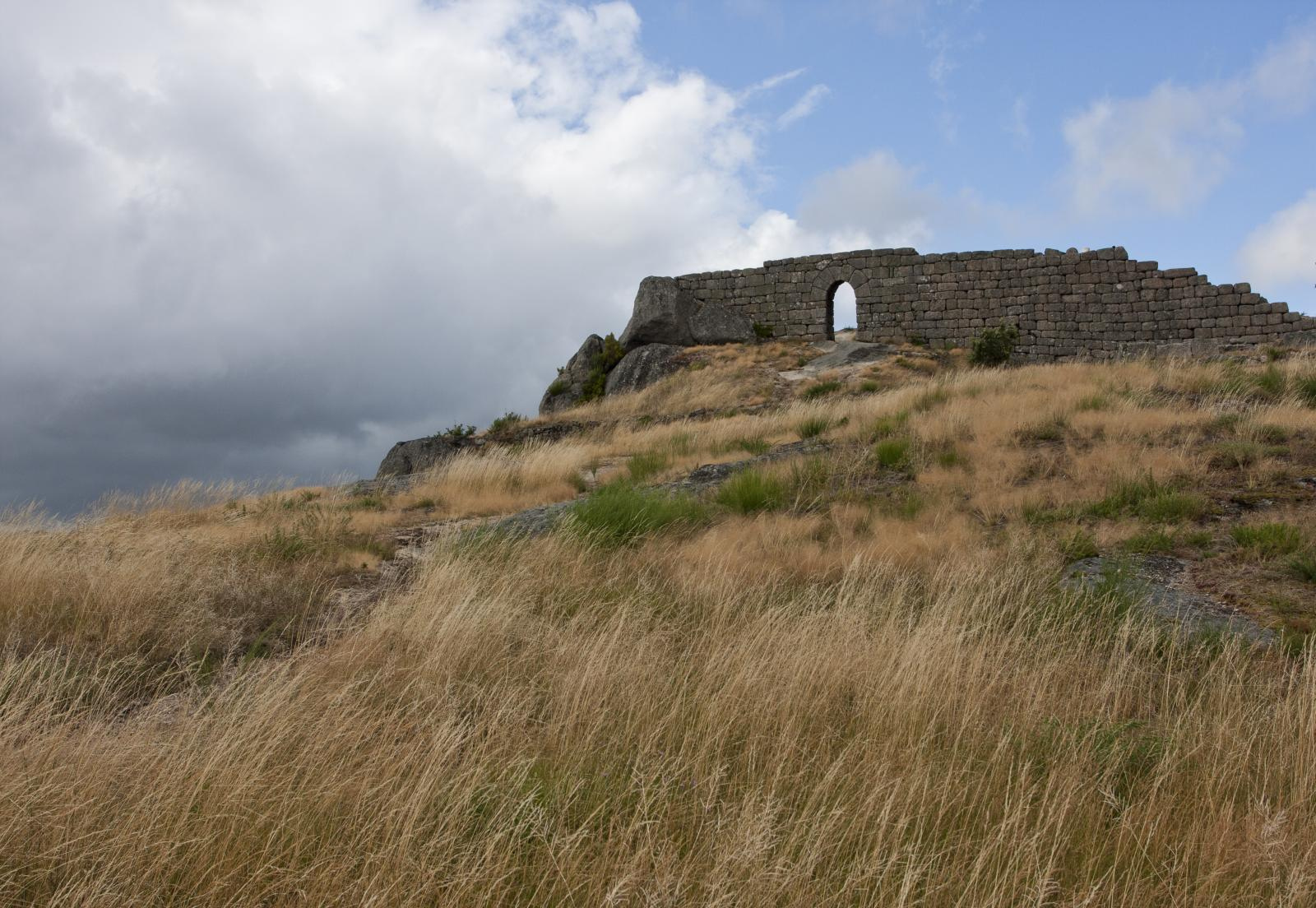
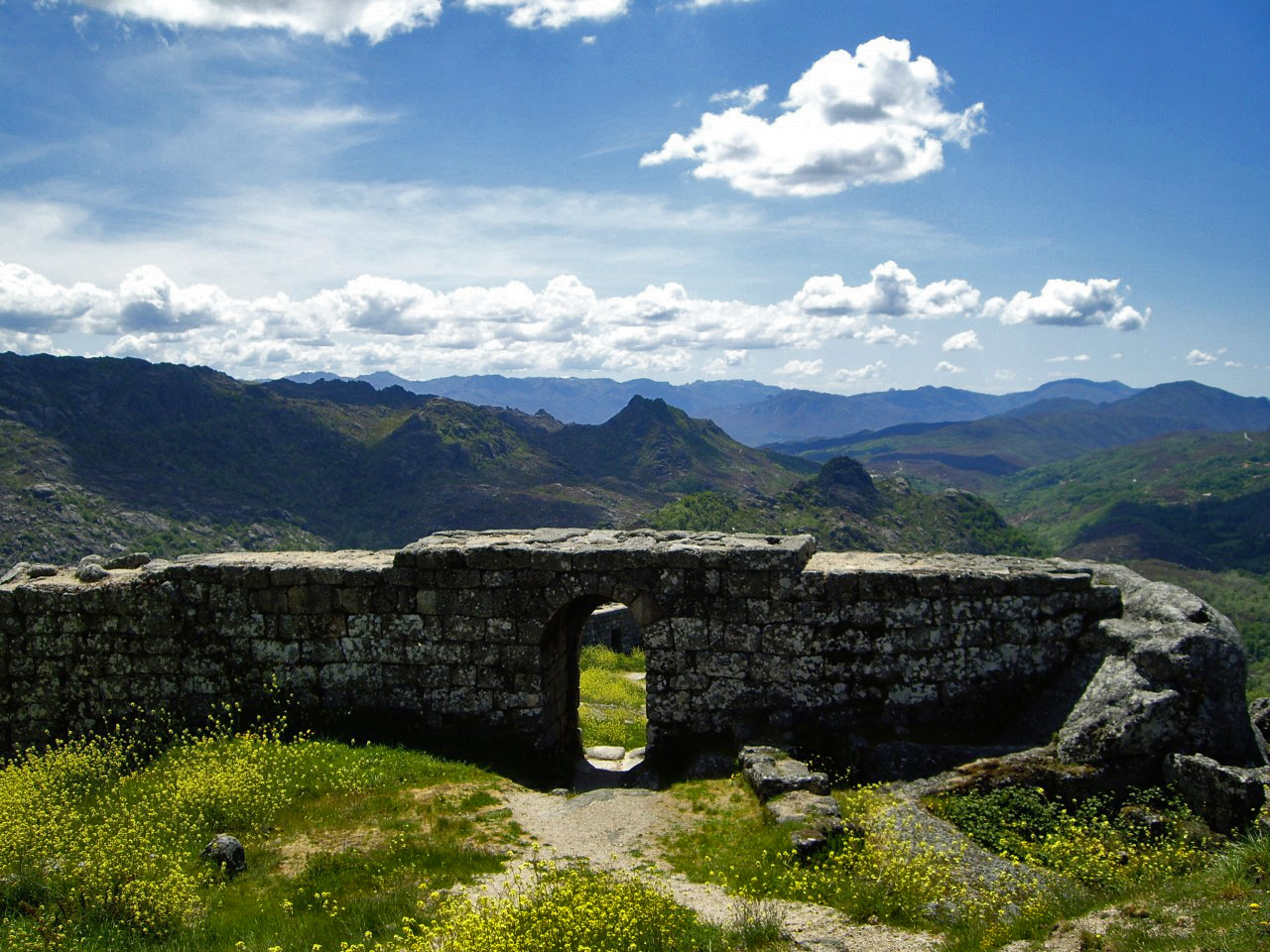
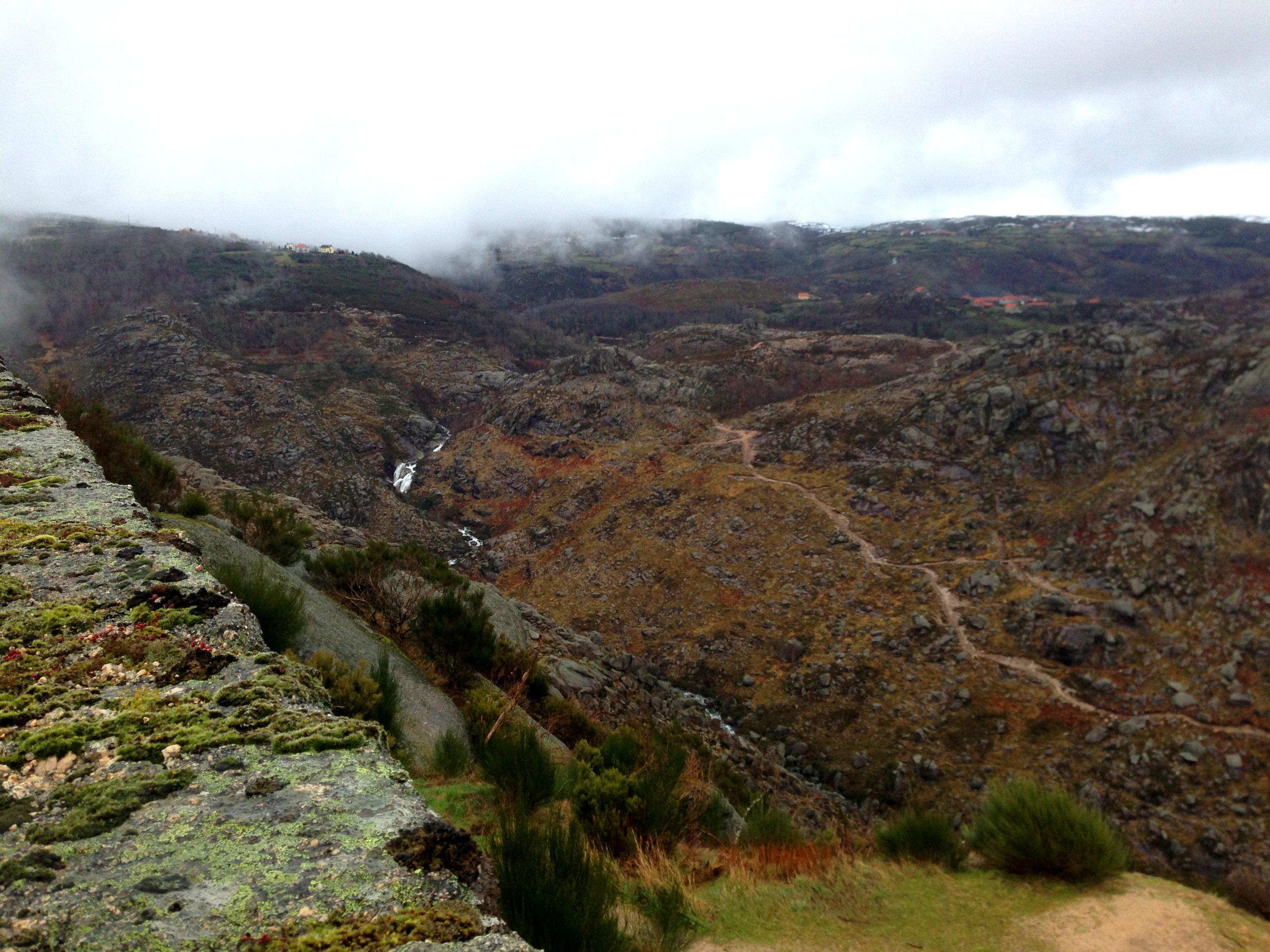